# Astragalus chuskanus
Astragalus chuskanus es una especie de planta del género Astragalus, de la familia de las leguminosas, orden Fabales.
Fue descrita científicamente por R. C. Barneby & R. Spellenberg.